# 特倫頓 (肯塔基州)
特倫頓（英語：Trenton）是一個位於美國肯塔基州托德縣的城市。

## 地方資料
根據2020年美國人口普查的數據，特倫頓的面積為1.48平方千米，當中陸地面積為1.48平方千米，而水域面積為0.00平方千米。當地共有人口326人，而人口密度為每平方千米220.27人。